# Jan Danek (piosenkarz)
Jan Danek (właśc. Stanisław Kośnik; ur. 7 maja 1923 w Warszawie, zm. 19 listopada 1997) – polski piosenkarz.

## Życiorys
Po 1945 r. zamieszkał w Siemianowicach. Działalność wokalną rozpoczął w amatorskich zespołach Centralnego Zarządu Przemysłu Węglowego. Jego właściwy debiut muzyczny nastąpił w roku 1952, kiedy został zwycięzcą ogólnopolskich eliminacji do zawodowego zespołu estradowego utworzonego przy Wojewódzkim Domu Kultury w Katowicach.
Pierwszych nagrań z jego udziałem dokonano w roku 1953. Towarzyszył wtedy zespołowi Waldemara Kazaneckiego, z którym wiele koncertował w kraju i za granicą (Czechosłowacja, NRD, Rumunia, Węgry, ZSRR).
Był wykonawcą piosenek francuskich, do których polskie słowa pisała Anna Jakowska. Śpiewał również w duetach z Januszem Gniatkowskim i Nataszą Zylską. Nagrał kilkanaście płyt solo i z ww. piosenkarzami (wyd. Polskie Nagrania „Muza”).
Karierę muzyczną zakończył na początku lat 70.

## Piosenki (m.in.)
- „Bella, bella donna”  (z J. Gniatkowskim)
- „Kuglarze”
- „Piosenka frontowego szofera”
- „Słoneczniki”
- „To tylko tu”  (z N. Zylską)
- „Vaya con dios”  (z J. Gniatkowskim)
- „Spotkanie z księżycem”
- „Wiatr na ulicy”
- „Fiakier”
- „Nicolo, Nicolo, Nicolino”
- „Samotność”
- „Zakochani”